# Thales Spy'Ranger
Le Thales Spy'Ranger est un drone de reconnaissance produit par Thales.

## Historique
Le Spy'Ranger est assemblé à Élancourt (Yvelines). Le fuselage provient de la société Aviation Design basée à Milly-la-Forêt (Essonne), la boule optronique de la société Merio basée à Saint-Restitut (Drôme) et le système de communication de Thales,.
Thales remporte le contrat pour le Système de Mini Drones de Reconnaissance (SMDR) de l'armée de terre française en 2017. Chaque système est composé d'une station au sol et de 3 drones.

## Caractéristiques
Le Spy'Ranger est un drone de reconnaissance. Le drone est conçu en fibre de carbone. Les ailes, l'empennage ainsi que la rampe de lancement sont démontables. Il est équipé d'un moteur électrique, d'une batterie amovible et d'une hélice propulsive. Il est doté d'une boule optronique escamotable lors des phases de décollage et d'atterrissage.
Il existe deux modèles: Spy'Ranger 330 et Spy'Ranger 550.
|                | Spy'Ranger 330 | Spy'Ranger 550 |
| -------------- | -------------- | -------------- |
| Envergure      | 4,0 m          | 5,2 m          |
| Masse          | 15 kg          | 25 kg          |
| Autonomie      | 3 h            | 5 h            |
| Rayon d'action | 30 km          | 50 km          |

## Utilisateurs
France
L'armée de terre a commandé 70 systèmes Spy'Ranger 330 (soit 210 drones) en janvier 2017. Le Spy'Ranger remplace le Drone de Reconnaissance Au Contact (DRAC) EADS Tracker. Le 61e régiment d'artillerie de Chaumont (Haute-Marne) est équipé de SMDR et l'a utilisé lors de l'opération Barkhane.